# أنتونيتا دي مارتينو
أنتونيتّا دي مارتينو (بالإيطالية: Antonietta Di Martino)‏ هي منافسة ألعاب القوى إيطالية، ولدت في 1 يونيو 1978 في كافا دي تيريني في إيطاليا.

## وصلات خارجية
- الموقع الرسمي
- أنتونيتا دي مارتينو على موقع الاتحاد الدولي لألعاب القوى (الإنجليزية)
- أنتونيتا دي مارتينو على موقع الاتحاد الإيطالي لألعاب القوى (الإيطالية)
- أنتونيتا دي مارتينو على موقع الدوري الماسي (الإنجليزية)
- أنتونيتا دي مارتينو على موقع اللجنة الأولمبية الدولية (الإنجليزية)
- أنتونيتا دي مارتينو على موقع أوليمبيديا (الإنجليزية)